# Sergi Barjuan
Sergi Barjuan Esclusa, noto semplicemente come Sergi (Les Franqueses del Vallès, 28 dicembre 1971), è un allenatore di calcio ed ex calciatore spagnolo, di ruolo difensore.

## Carriera

### Giocatore

#### Club
Debuttò con il Barcellona il 24 novembre 1993 a Istanbul, nella partita contro il Galatasaray valida per la UEFA Champions League 1993-1994. Rimase nelle file del club catalano fino al 2002, vincendo tre campionati spagnoli, due Coppe di Spagna, due Supercoppe spagnole, una Coppa delle Coppe e una Supercoppa UEFA e vestendo la fascia di capitano nel 2001-2002. In seguito vestì la maglia dell'Atlético Madrid fino al 2005.
In 12 stagioni in massima serie spagnola totalizzò 353 presenze e 6 gol (tutti segnati con la maglia del Barcellona).

#### Nazionale
Esordì nella nazionale spagnola a 23 anni nel 1994. Rappresentò la Spagna in 56 partite e segnò una rete. Partecipò al campionato del mondo 1994, al campionato d'Europa 1996, al campionato del mondo 1998 e al campionato d'Europa 2000.

### Allenatore
Intrapresa la carriera da allenatore, dal 3 luglio 2009 al 28 giugno 2011 ha allenato la formazione Juvenil B del Barcellona.
Il 22 maggio 2012 diventa allenatore del Recreativo Huelva. Nel 2014 viene sollevato dall'incarico.
Il 6 aprile 2015 viene nominato allenatore dell'Almeria, dove resta fino al 3 ottobre dello stesso anno.
Il 4 aprile 2017 subentra sulla panchina del Maiorca, guidando il club fino al termine della stagione.
Il 26 novembre 2017 assume l'incarico di allenatore dell'Hangzhou Lücheng, che mantiene fino al 3 luglio 2019.
Il 1º luglio 2021 torna al Barcellona per guidare la squadra B del club catalano. Il 28 ottobre successivo, a seguito dell'esonero di Ronald Koeman, assume ad interim l'incarico di tecnico della prima squadra. In tre partite tra campionato e Champions League raccoglie due pareggi e una vittoria, prima di lasciare il posto a Xavi.

## Statistiche

### Presenze e reti nei club
| Stagione               | Squadra                | Campionato             | Campionato | Campionato | Coppe nazionali | Coppe nazionali | Coppe nazionali | Coppe continentali | Coppe continentali | Coppe continentali | Altre coppe | Altre coppe | Altre coppe | Totale | Totale |
| Stagione               | Squadra                | Comp                   | Pres       | Reti       | Comp            | Pres            | Reti            | Comp               | Pres               | Reti               | Comp        | Pres        | Reti        | Pres   | Reti   |
| ---------------------- | ---------------------- | ---------------------- | ---------- | ---------- | --------------- | --------------- | --------------- | ------------------ | ------------------ | ------------------ | ----------- | ----------- | ----------- | ------ | ------ |
| 1992-1993              | Barcellona B           | SD                     | 30         | 0          | -               | -               | -               | -                  | -                  | -                  | -           | -           | -           | 30     | 0      |
| 1993-1994              | Barcellona             | PD                     | 23         | 0          | CR              | 2               | 1               | UCL                | 8                  | 0                  | SS          | 2           | 0           | 35     | 1      |
| 1994-1995              | Barcellona             | PD                     | 34         | 1          | CR              | 2               | 0               | UCL                | 8                  | 0                  | SS          | 1           | 0           | 45     | 1      |
| 1995-1996              | Barcellona             | PD                     | 40         | 0          | CR              | 6               | 0               | CU                 | 7                  | 2                  | -           | -           | -           | 53     | 2      |
| 1996-1997              | Barcellona             | PD                     | 34         | 1          | CR              | 6               | 0               | CC                 | 7                  | 0                  | SS          | 2           | 0           | 49     | 1      |
| 1997-1998              | Barcellona             | PD                     | 31         | 2          | CR              | 6               | 1               | UCL                | 6                  | 0                  | SS+SU       | 2+2         | 0           | 47     | 3      |
| 1998-1999              | Barcellona             | PD                     | 35         | 0          | CR              | 3               | 1               | UCL                | 5                  | 0                  | SS          | 2           | 0           | 45     | 1      |
| 1999-2000              | Barcellona             | PD                     | 19         | 1          | CR              | 4               | 0               | UCL                | 6                  | 0                  | SS          | 2           | 0           | 31     | 1      |
| 2000-2001              | Barcellona             | PD                     | 33         | 1          | CR              | 6               | 0               | UCL+CU             | 6+7                | 0                  | -           | -           | -           | 52     | 1      |
| 2001-2002              | Barcellona             | PD                     | 18         | 0          | CR              | 0               | 0               | UCL                | 7                  | 0                  | -           | -           | -           | 25     | 0      |
| Totale Barcellona      | Totale Barcellona      | Totale Barcellona      | 267        | 6          |                 | 35              | 3               |                    | 67                 | 2                  |             | 13          | 0           | 382    | 11     |
| 2002-2003              | Atlético Madrid        | PD                     | 27         | 0          | CR              | 4               | 0               | -                  | -                  | -                  | -           | -           | -           | 31     | 0      |
| 2003-2004              | Atlético Madrid        | PD                     | 32         | 0          | CR              | 5               | 0               | -                  | -                  | -                  | -           | -           | -           | 37     | 0      |
| 2004-2005              | Atlético Madrid        | PD                     | 27         | 0          | CR              | 1               | 0               | Int                | 4                  | 0                  | -           | -           | -           | 32     | 0      |
| Totale Atlético Madrid | Totale Atlético Madrid | Totale Atlético Madrid | 86         | 0          |                 | 10              | 0               |                    | 4                  | 0                  |             | 0           | 0           | 100    | 0      |
| Totale carriera        | Totale carriera        | Totale carriera        | 383        | 6          |                 | 45              | 3               |                    | 71                 | 2                  |             | 13          | 0           | 512    | 11     |

### Cronologia presenze e reti in nazionale
| Cronologia completa delle presenze e delle reti in nazionale ― Spagna | Cronologia completa delle presenze e delle reti in nazionale ― Spagna | Cronologia completa delle presenze e delle reti in nazionale ― Spagna | Cronologia completa delle presenze e delle reti in nazionale ― Spagna | Cronologia completa delle presenze e delle reti in nazionale ― Spagna | Cronologia completa delle presenze e delle reti in nazionale ― Spagna | Cronologia completa delle presenze e delle reti in nazionale ― Spagna | Cronologia completa delle presenze e delle reti in nazionale ― Spagna |
| Data                                                                  | Città                                                                 | In casa                                                               | Risultato                                                             | Ospiti                                                                | Competizione                                                          | Reti                                                                  | Note                                                                  |
| --------------------------------------------------------------------- | --------------------------------------------------------------------- | --------------------------------------------------------------------- | --------------------------------------------------------------------- | --------------------------------------------------------------------- | --------------------------------------------------------------------- | --------------------------------------------------------------------- | --------------------------------------------------------------------- |
| 9-2-1994                                                              | Santa Cruz de Tenerife                                                | Spagna                                                                | 1 – 1                                                                 | Polonia                                                               | Amichevole                                                            | 1                                                                     | 46’                                                                   |
| 10-6-1994                                                             | Montreal                                                              | Canada                                                                | 0 – 2                                                                 | Spagna                                                                | Amichevole                                                            | -                                                                     | 74’                                                                   |
| 17-6-1994                                                             | Dallas                                                                | Corea del Sud                                                         | 2 – 2                                                                 | Spagna                                                                | Mondiali 1994 - 1º turno                                              | -                                                                     |                                                                       |
| 21-6-1994                                                             | Chicago                                                               | Germania                                                              | 1 – 1                                                                 | Spagna                                                                | Mondiali 1994 - 1º turno                                              | -                                                                     |                                                                       |
| 27-6-1994                                                             | Chicago                                                               | Bolivia                                                               | 1 – 3                                                                 | Spagna                                                                | Mondiali 1994 - 1º turno                                              | -                                                                     |                                                                       |
| 2-7-1994                                                              | Washington                                                            | Spagna                                                                | 3 – 0                                                                 | Svizzera                                                              | Mondiali 1994 - Ottavi di finale                                      | -                                                                     |                                                                       |
| 9-7-1994                                                              | Boston                                                                | Italia                                                                | 2 – 1                                                                 | Spagna                                                                | Mondiali 1994 - Quarti di finale                                      | -                                                                     | 58’                                                                   |
| 7-9-1994                                                              | Limassol                                                              | Cipro                                                                 | 1 – 2                                                                 | Spagna                                                                | Qual. Euro 1996                                                       | -                                                                     |                                                                       |
| 12-10-1994                                                            | Skopje                                                                | Macedonia                                                             | 0 – 2                                                                 | Spagna                                                                | Qual. Euro 1996                                                       | -                                                                     |                                                                       |
| 16-11-1994                                                            | Siviglia                                                              | Spagna                                                                | 3 – 0                                                                 | Danimarca                                                             | Qual. Euro 1996                                                       | -                                                                     |                                                                       |
| 17-12-1994                                                            | Bruxelles                                                             | Belgio                                                                | 1 – 4                                                                 | Spagna                                                                | Qual. Euro 1996                                                       | -                                                                     |                                                                       |
| 18-1-1995                                                             | La Coruña                                                             | Spagna                                                                | 2 – 2                                                                 | Uruguay                                                               | Amichevole                                                            | -                                                                     | 46’                                                                   |
| 22-2-1995                                                             | Jerez de la Frontera                                                  | Spagna                                                                | 0 – 0                                                                 | Germania                                                              | Amichevole                                                            | -                                                                     |                                                                       |
| 29-3-1995                                                             | Siviglia                                                              | Spagna                                                                | 1 – 1                                                                 | Belgio                                                                | Qual. Euro 1996                                                       | -                                                                     |                                                                       |
| 20-9-1995                                                             | Madrid                                                                | Spagna                                                                | 2 – 1                                                                 | Argentina                                                             | Amichevole                                                            | -                                                                     |                                                                       |
| 11-10-1995                                                            | Copenaghen                                                            | Danimarca                                                             | 1 – 1                                                                 | Spagna                                                                | Qual. Euro 1996                                                       | -                                                                     |                                                                       |
| 15-11-1995                                                            | Elche                                                                 | Spagna                                                                | 4 – 1                                                                 | Macedonia                                                             | Qual. Euro 1996                                                       | -                                                                     |                                                                       |
| 7-2-1996                                                              | Las Palmas de Gran Canaria                                            | Spagna                                                                | 1 – 0                                                                 | Norvegia                                                              | Amichevole                                                            | -                                                                     |                                                                       |
| 9-6-1996                                                              | Leeds                                                                 | Bulgaria                                                              | 1 – 1                                                                 | Spagna                                                                | Euro 1996 - 1º turno                                                  | -                                                                     | 38’                                                                   |
| 15-6-1996                                                             | Leeds                                                                 | Francia                                                               | 1 – 1                                                                 | Spagna                                                                | Euro 1996 - 1º turno                                                  | -                                                                     |                                                                       |
| 18-6-1996                                                             | Leeds                                                                 | Romania                                                               | 1 – 2                                                                 | Spagna                                                                | Euro 1996 - 1º turno                                                  | -                                                                     |                                                                       |
| 22-6-1996                                                             | Londra                                                                | Spagna                                                                | 0 – 0 dts (2 – 4 dtr)                                                 | Inghilterra                                                           | Euro 1996 - Quarti di finale                                          | -                                                                     |                                                                       |
| 4-9-1996                                                              | Toftir                                                                | Fær Øer                                                               | 2 – 6                                                                 | Spagna                                                                | Qual. Mondiali 1998                                                   | -                                                                     |                                                                       |
| 9-10-1996                                                             | Praga                                                                 | Rep. Ceca                                                             | 0 – 0                                                                 | Spagna                                                                | Qual. Mondiali 1998                                                   | -                                                                     |                                                                       |
| 13-11-1996                                                            | Santa Cruz de Tenerife                                                | Spagna                                                                | 4 – 1                                                                 | Slovacchia                                                            | Qual. Mondiali 1998                                                   | -                                                                     |                                                                       |
| 14-12-1996                                                            | Valencia                                                              | Spagna                                                                | 2 – 0                                                                 | Jugoslavia                                                            | Qual. Mondiali 1998                                                   | -                                                                     |                                                                       |
| 30-4-1997                                                             | Belgrado                                                              | Jugoslavia                                                            | 1 – 1                                                                 | Spagna                                                                | Qual. Mondiali 1998                                                   | -                                                                     |                                                                       |
| 24-9-1997                                                             | Bratislava                                                            | Slovacchia                                                            | 1 – 2                                                                 | Spagna                                                                | Qual. Mondiali 1998                                                   | -                                                                     |                                                                       |
| 11-10-1997                                                            | Gijón                                                                 | Spagna                                                                | 3 – 1                                                                 | Fær Øer                                                               | Qual. Mondiali 1998                                                   | -                                                                     |                                                                       |
| 19-11-1997                                                            | Palma di Maiorca                                                      | Spagna                                                                | 1 – 1                                                                 | Romania                                                               | Amichevole                                                            | -                                                                     |                                                                       |
| 28-1-1998                                                             | Saint-Denis                                                           | Francia                                                               | 1 – 0                                                                 | Spagna                                                                | Amichevole                                                            | -                                                                     | 59’                                                                   |
| 25-3-1998                                                             | Vigo                                                                  | Spagna                                                                | 4 – 0                                                                 | Svezia                                                                | Amichevole                                                            | -                                                                     |                                                                       |
| 3-6-1998                                                              | Santander                                                             | Spagna                                                                | 4 – 1                                                                 | Irlanda del Nord                                                      | Amichevole                                                            | -                                                                     | 46’                                                                   |
| 13-6-1998                                                             | Nantes                                                                | Spagna                                                                | 2 – 3                                                                 | Nigeria                                                               | Mondiali 1998 - 1º turno                                              | -                                                                     |                                                                       |
| 19-6-1998                                                             | Saint-Étienne                                                         | Spagna                                                                | 0 – 0                                                                 | Paraguay                                                              | Mondiali 1998 - 1º turno                                              | -                                                                     | 8’                                                                    |
| 24-6-1998                                                             | Lens                                                                  | Spagna                                                                | 6 – 1                                                                 | Bulgaria                                                              | Mondiali 1998 - 1º turno                                              | -                                                                     |                                                                       |
| 5-9-1998                                                              | Limassol                                                              | Cipro                                                                 | 3 – 2                                                                 | Spagna                                                                | Qual. Euro 2000                                                       | -                                                                     | 30’                                                                   |
| 23-9-1998                                                             | Granada                                                               | Spagna                                                                | 1 – 0                                                                 | Russia                                                                | Amichevole                                                            | -                                                                     | 27’                                                                   |
| 18-11-1998                                                            | Salerno                                                               | Italia                                                                | 2 – 2                                                                 | Spagna                                                                | Amichevole                                                            | -                                                                     | cap.                                                                  |
| 27-3-1999                                                             | Valencia                                                              | Spagna                                                                | 9 – 0                                                                 | Austria                                                               | Qual. Euro 2000                                                       | -                                                                     |                                                                       |
| 31-3-1999                                                             | Serravalle                                                            | San Marino                                                            | 0 – 6                                                                 | Spagna                                                                | Qual. Euro 2000                                                       | -                                                                     | cap. 72’                                                              |
| 4-9-1999                                                              | Vienna                                                                | Austria                                                               | 1 – 3                                                                 | Spagna                                                                | Qual. Euro 2000                                                       | -                                                                     |                                                                       |
| 10-10-1999                                                            | Albacete                                                              | Spagna                                                                | 3 – 0                                                                 | Israele                                                               | Qual. Euro 2000                                                       | -                                                                     |                                                                       |
| 13-11-1999                                                            | Vigo                                                                  | Spagna                                                                | 0 – 0                                                                 | Brasile                                                               | Amichevole                                                            | -                                                                     |                                                                       |
| 3-6-2000                                                              | Göteborg                                                              | Svezia                                                                | 1 – 1                                                                 | Spagna                                                                | Amichevole                                                            | -                                                                     | 46’                                                                   |
| 7-6-2000                                                              | Lussemburgo                                                           | Lussemburgo                                                           | 0 – 1                                                                 | Spagna                                                                | Amichevole                                                            | -                                                                     | cap. 77’                                                              |
| 21-6-2000                                                             | Bruges                                                                | Jugoslavia                                                            | 3 – 4                                                                 | Spagna                                                                | Euro 2000 - 1º turno                                                  | -                                                                     | 62’                                                                   |
| 2-9-2000                                                              | Sarajevo                                                              | Bosnia ed Erzegovina                                                  | 1 – 2                                                                 | Spagna                                                                | Qual. Mondiali 2002                                                   | -                                                                     | 56’                                                                   |
| 7-10-2000                                                             | Madrid                                                                | Spagna                                                                | 2 – 0                                                                 | Israele                                                               | Qual. Mondiali 2002                                                   | -                                                                     |                                                                       |
| 11-10-2000                                                            | Vienna                                                                | Austria                                                               | 1 – 1                                                                 | Spagna                                                                | Qual. Mondiali 2002                                                   | -                                                                     |                                                                       |
| 15-11-2000                                                            | Siviglia                                                              | Spagna                                                                | 1 – 2                                                                 | Paesi Bassi                                                           | Amichevole                                                            | -                                                                     | 90+1’                                                                 |
| 28-2-2001                                                             | Birmingham                                                            | Inghilterra                                                           | 3 – 0                                                                 | Spagna                                                                | Amichevole                                                            | -                                                                     | 64’                                                                   |
| 28-3-2001                                                             | Valencia                                                              | Spagna                                                                | 2 – 1                                                                 | Francia                                                               | Amichevole                                                            | -                                                                     |                                                                       |
| 25-4-2001                                                             | Cordova                                                               | Spagna                                                                | 1 – 0                                                                 | Giappone                                                              | Amichevole                                                            | -                                                                     | cap. 71’                                                              |
| 6-6-2001                                                              | Tel Aviv                                                              | Israele                                                               | 1 – 1                                                                 | Spagna                                                                | Qual. Mondiali 2002                                                   | -                                                                     |                                                                       |
| 13-2-2002                                                             | Barcellona                                                            | Spagna                                                                | 1 – 1                                                                 | Portogallo                                                            | Amichevole                                                            | -                                                                     | 65’                                                                   |
| Totale                                                                |                                                                       | Presenze                                                              | 56                                                                    |                                                                       | Reti                                                                  | 1                                                                     |                                                                       |

## Palmarès

### Club

#### Competizioni nazionali
- Campionato spagnolo: 3

Barcellona: 1993-1994, 1997-1998, 1998-1999
- Coppa di Spagna: 2

Barcellona: 1996-1997, 1997-1998
- Supercoppa di Spagna: 2

Barcellona: 1994, 1996

#### Competizioni internazionali
- Coppa delle Coppe: 1

Barcellona: 1996-1997
- Supercoppa UEFA: 1

Barcellona: 1997